# Deklaracja z Bredy

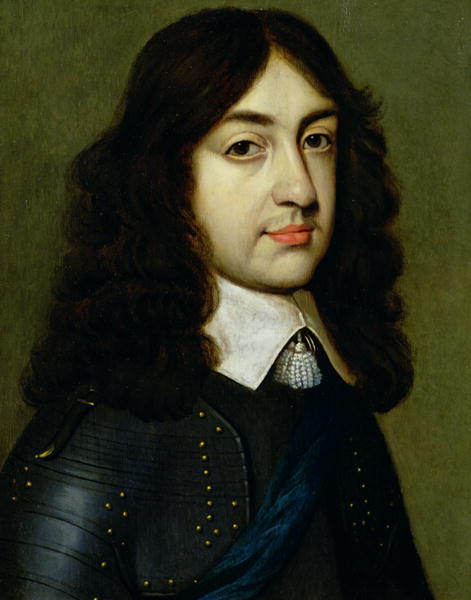
Karol II Stuart na wygnaniu

Deklaracja z Bredy – pisemne oświadczenie Karola II Stuarta z 4 kwietnia 1660 roku, w którym obiecał tym wszystkim, którzy uznają go za prawowitego króla, przebaczenie czynów przestępczych dokonanych podczas wojny domowej i bezkrólewia; zachowanie przez obecnych właścicieli własności nabytych w tym okresie; tolerancję religijną; wypłaty zaległych poborów wojskowym oraz uznanie istniejącej armii za armię królewską. Trzy pierwsze obietnice były przedmiotem obrad i poprawek wniesionych uchwałami parlamentu.

## Tło wydarzeń
Deklaracja została napisana w odpowiedzi na poufną informację przysłaną Karolowi przez generała George’a Moncka, będącego w tym czasie de facto rządcą Anglii. 1 maja 1660 roku treść deklaracji i towarzyszących jej listów została podana do wiadomości publicznej. Następnego dnia parlament wydał rezolucję, że „rząd powinien składać się z króla, [izby] lordów i [izby] gmin”, jednocześnie Karol został zaproszony do Anglii, by odebrać koronę. 8 maja oficjalnie ogłoszono Karola królem. Za radą Moncka parlamentarzyści odrzucili projekt rezolucji prawnika Matthew Hale’a, który proponował utworzenie komisji mającej dokonać przeglądu ustępstw proponowanych przez Karola i negocjować warunki tak, jak postąpiono wobec jego ojca jesienią 1648 roku w Newport.
Deklaracja zawdzięcza swą nazwę miastu Breda w Holandii. W rzeczywistości napisana została w Niderlandach Hiszpańskich, gdzie Karol przebywał na wygnaniu od marca 1656 roku, a w tym czasie Anglia była z Hiszpanią w stanie wojny. By zapobiec trudnościom, jakie mogło spowodować ujawnienie informacji, że król Anglii pisze do swych poddanych z nieprzyjacielskiego terytorium, Monck poradził Karolowi, by przeniósł się do Zjednoczonych Prowincji Niderlandów, a swoje listy datował tak, jakby były wysyłane z Bredy. Karol w tej sytuacji wyjechał z Brukseli, ostatniego miejsca pobytu w Hiszpańskich Niderlandach, przejechał przez Antwerpię i 4 kwietnia przybył do Bredy, gdzie mieszkał do 14 maja. Stamtąd wyjechał do Hagi, a do Anglii wyruszył 2 czerwca. Deklaracja (w rzeczywistości kilka listów adresowanych do Moncka, parlamentu i władz Londynu) została wysłana zaraz po przekroczeniu przez Karola granicy Zjednoczonych Niderlandów i była datowana 4 kwietnia (starego porz.), czyli 14 kwietnia (nowego porz.).

## Zawartość
Deklaracja została zredagowana przez Karola i jego trzech głównych doradców (Edwarda Hyde’a, Jamesa Butlera i Edwarda Nicholasa) w taki sposób, by wyrazić warunki, na jakich Karol, nigdy nie zapominający o Divine Right of Kings, miał nadzieję „posiąść te prawa, jakie z woli Boga i Natury uczyniły naszym obowiązkiem”.
Deklaracja obiecywała „wolność i amnestię powszechną” wszystkim dawnym wrogom jego samego i ojca, którzy uznali by Karola II Stuarta swym pełnoprawnym władcą, „z wyjątkiem jedynie tych osób, które wskaże parlament”. Mimo to pragnieniem Karola, lub przynajmniej jego kanclerza, Edwarda Hyde’a (późniejszego earla Clarendon) było, by wszyscy związani bezpośrednio ze śmiercią ojca zostali ukarani, a przynajmniej – biorąc pod uwagę wielu takich, którym należało okazać łaskę i przebaczenie – królobójcy. Po koronacji Karola, Hyde, w jego imieniu, przeprowadził w parlamencie ustawę, która przebaczała większości zwolenników parlamentu w czasach wojny domowej, z wyjątkiem królobójców: dwóch zagorzałych republikanów Johna Lamberta i Henry’ego Vane’a i około dwudziestu, którzy otrzymali dożywotni zakaz obejmowania urzędów publicznych i zasiadania w parlamencie.
Karol obiecał ponadto tolerancję religijną w obszarach, które nie zakłóciłyby pokoju w królestwie oraz ustawę parlamentarną „gwarantującą taką pobłażliwość”. Parlament postanowił jednak rozszerzyć pojęcie zagrożenia dla pokoju i dodał piastowanie urzędów publicznych przez nie-anglikanów. W latach 1660–1665 tzw. „rojalistyczny parlament” (Cavalier Parliament) przeforsował cztery ustawy, znane jako Kodeks Clarendona, drastycznie ograniczające prawa katolików i nonkonformistów, takich jak purytanie (wpływy tych ostatnich sięgnęły zenitu za czasów Cromwella), skutecznie odsuwając ich od krajowej i lokalnej działalności politycznej.
Deklaracja zakładała też wypłatę zaległego żołdu wojsku generała Moncka. Klasa posiadaczy otrzymała zapewnienie, że sprawiedliwość zostanie przywrócona, a parlament zajmie się wymagającą regulacji sprawą zakupów nieruchomości, których dokonywano „przez tak wiele lat w atmosferze szaleństwa rewolucji”. Wyglądało na to, że Karol, chcąc stworzyć nowy rząd, postanowił zadowolić każdego.
Kopie wręczył obu izbom parlamentu sir John Grenville. Osobne kopie, z oddzielnymi listami przewodnimi, otrzymał generał George Monck, który miał je przedstawić przewodniczącemu Rady Państwa, oficerom dowodzonej przez siebie armii i floty oraz lordowi majorowi Londynu.